# 小行星2406
小行星2406（2406 Orelskaya）是一颗围绕太阳公转的小行星。1966年8月20日，克里米亞天文台在克里米亚发现了此天体。
該小行星以俄羅斯理論天文研究所的職員瓦爾瓦拉·伊凡諾夫娜·奧雷爾斯卡婭（Varvara Ivanovna Orel'skaya）命名。
这颗小行星的绝对星等为347.6689118287372等。